# Hercostomus rivulorum
Hercostomus rivulorum är en tvåvingeart som beskrevs av Stackelberg 1934. Hercostomus rivulorum ingår i släktet Hercostomus och familjen styltflugor. Inga underarter finns listade i Catalogue of Life.